# Gameloft Montréal
Gameloft Montréal, aussi appelé Gameloft Divertissements Inc., est un studio de jeux vidéo appartenant au groupe français Gameloft, fondé en 2000 à Montréal et comptant actuellement près de 400 employés.
Initialement spécialisé dans les jeux mobiles durant ses vingt premières années, le studio s'est diversifié vers les jeux PC et consoles à partir du succès important de Disney Dreamlight Valley en 2022.
Outre Disney Dreamlight Valley, Gameloft Montréal est notamment connu pour avoir développé et lancé les premiers opus des franchises Asphalt, Dungeon Hunter et Modern Combat.

## Historique
Gameloft annonce le 12 juin 2000 la création à Montréal de son centre mondial de développement de contenu interactif, notamment pour les jeux en ligne. L'initiative, soutenue par le gouvernement du Québec, à travers des crédits d'impôt couvrant jusqu'à 50% des salaires des nouveaux employés, prévoit un investissement de 80 millions de dollars et la création de 400 emplois dans les cinq années suivantes. L'entreprise entend alors centraliser à Montréal la production des outils nécessaires à ses différents sites internationaux, tout en misant sur un modèle d'affaires basé sur la publicité, le commerce électronique et la tarification à l'usage.
Cependant, dès avril 2001, Gameloft revoit à la baisse ses ambitions. La croissance de l'activité est jugée insuffisante par la direction, qui met en place un plan de réduction des dépenses visant à diminuer de moitié les frais fixes du groupe. Plusieurs des 12 sites de jeux en ligne de la société sont fermés, dont Gameloft.fr, et des licenciements ont lieu en France comme au Canada. À Montréal, une trentaine de postes sont abolis, et les activités sont recentrées vers des créneaux jugés plus porteurs, comme la production de contenu pour la télévision interactive.
En 2002, Gameloft conserve une présence à Montréal, mais dans une envergure bien moindre que celle annoncée en 2000. Le studio se tourne progressivement vers le développement de jeux pour appareils mobiles et assistants personnels, tandis que d'autres projets européens du secteur technologique peinent également à s'implanter durablement au Québec.
Le premier jeu développé par Gameloft Montréal est Gulo's Tale, sorti en 2003 sur J2ME.
Dès 2004, Gameloft Montréal sort le premier jeu de la franchise de course Asphalt, nommé Asphalt: Urban GT,. Le jeu est en trois dimensions, propose 9 circuits inspirés de lieux réels (avec entre autres Paris, New York et Las Vegas) et dispose de 23 véhicules de grandes marques comme Aston Martin, Lamborghini ou Audi.
En 2008, le studio est passé de 230 employées à plus de 300 et continue de recruter.
L'année 2009 marque la sortie de deux titres développés par Gameloft Montréal, qui deviendront les premiers opus de franchises majeures de Gameloft, à savoir Dungeon Hunter, Modern Combat: Sandstorm.
2010 est une des années les plus dynamiques du studio puisque Gameloft Montréal sort pas moins de 4 jeux majeurs durant cette année : Asphalt 6 : Adréaline, Dungeon Hunter II, Gangstar : Miami Vindicationet Modern Combat 2 : Black Pegasus
Le 27 juin 2012, Asphalt 7: Heat marque la dernière contribution du studio Gameloft Montréal à la série Asphalt. Par la suite, le développement de la franchise Asphalt est confié à Gameloft Barcelone, qui en assure la gestion depuis, y compris en 2025. Asphalt 7 : Heat reçoit des critiques globalement très positives, avec notamment 83 sur 100 de moyenne sur Metacritic.
En 2013, le studio lance le monde ouvert Gangstar: Vegas, qui rencontre un gros succès. Le jeu reçoit encore des mises à jour en 2025.
En 2014, Gameloft Montréal emploi 415 personnes et recrute massivement, l'année suivante le studio sort Dungeon Hunter V.
Gameloft Montréal connaît ensuite plusieurs revers commerciaux à partir de 2016, notamment avec Modern Combat Versus (2017), Dungeon Hunter Champions (2018) et Overdrive City (2019), trois jeux en ligne dont les serveurs ont été fermés après quelques années, faute d'avoir rencontré un large public. Contrairement à d'autres studios de Gameloft qui subissent de fortes restructurations durant cette période, Gameloft Montréal ne fait pas l'objet de licenciements massifs,.
En 2021, le studio sort Lego Star Wars: Castaways (en) en exclusivité sur Apple Arcade. Le jeu obtient globalement de très bons retours.
En septembre 2022, Gameloft Montréal lance sur PC et consoles l'accès anticipé de Disney Dreamlight Valley. Le jeu surpasse largement les attentes commerciales, à tel point que le chiffre d'affaires global de Gameloft bondit de 48 % sur la période juillet-septembre 2022 par rapport à l'année précédente. En parallèle le jeu obtient de très bons retours avec notamment une moyenne de 90% positif sur Steam.
À la suite de ce succès, c'est le groupe entier qui fait un virage vers les jeux PC et consoles, Gameloft Montréal se transforme alors en un studio 100% dédié aux jeux pour PC et consoles.
En 2024, Gameloft Montréal annonce développer un jeu dans l'univers Donjons et Dragons, sans donner de date de sortie précise. Le jeu sortira sur PC et consoles.